# 朝鮮戰爭：俄國檔案館的解密文件
《朝鮮戰爭：俄國檔案館的解密文件》，是由中國大陸學者沈志華主編，並選在《朝鲜停战协定》五十週年的2003年7月27日，於臺灣出版的書籍。本書共分上中下三冊，總頁數1410頁。

## 簡介
本書是主編者在1990年代間，利用鲍里斯·尼古拉耶维奇·叶利钦擔任俄罗斯总统期間，下令解禁朝鲜战争文件時赴俄羅斯所獲得的，並在選擇後翻譯成中文。主文件由往來電文、內部報告、決議記錄等構成，共554件，並有一百餘筆附件，用以輔助說明。而因為兩岸對人名或地名等的譯名部分不同，例如「叶利钦」在台灣翻譯為「葉爾欽」，「朝鲜战争」翻譯為「韓戰」等，臺灣版另加了譯名對照表。:〈編者前言〉:VI

## 外部連結
- 中央研究院近代史研究所的介紹頁 （页面存档备份，存于），有全文下載。